# 五十島站

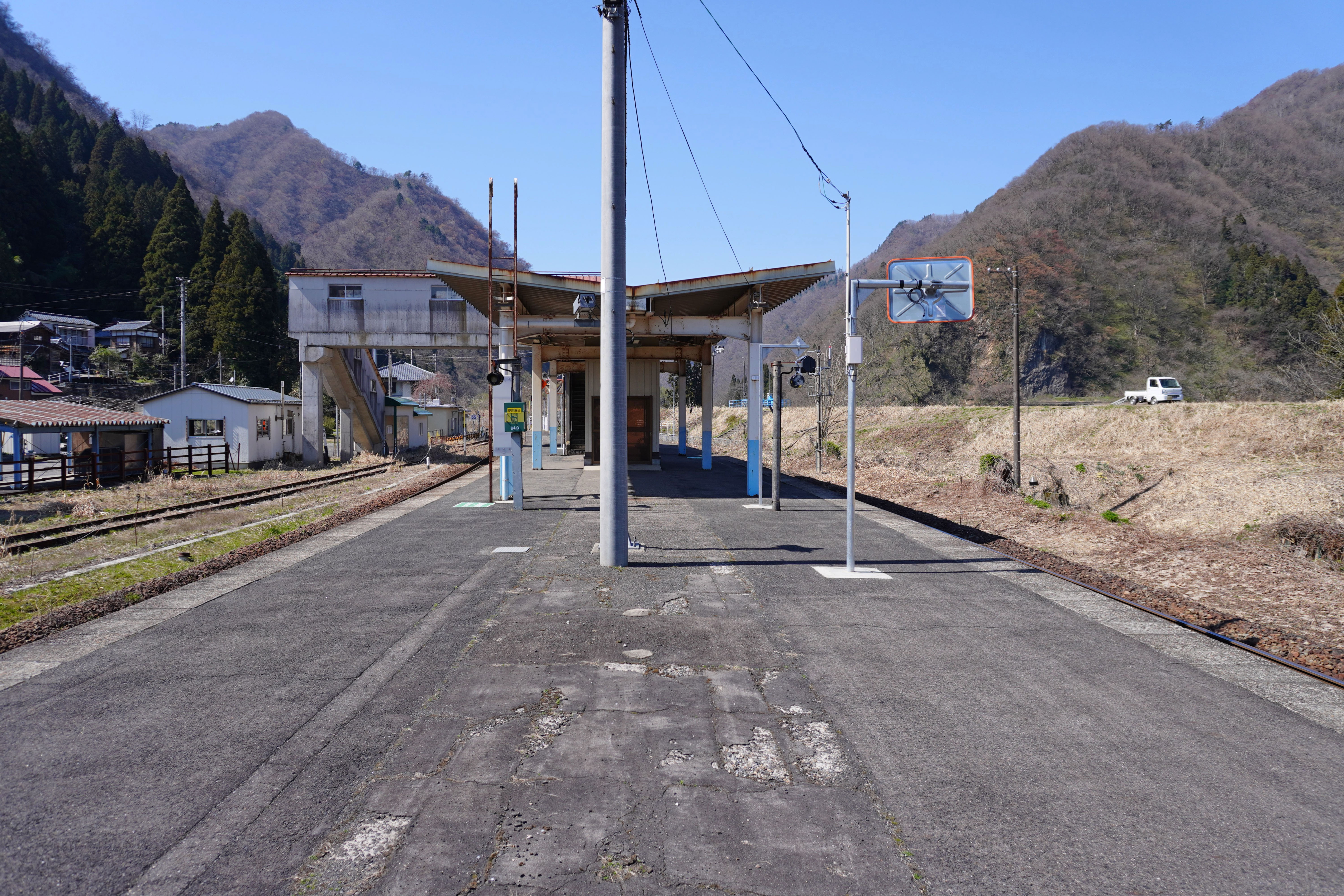
月台（2023年4月）

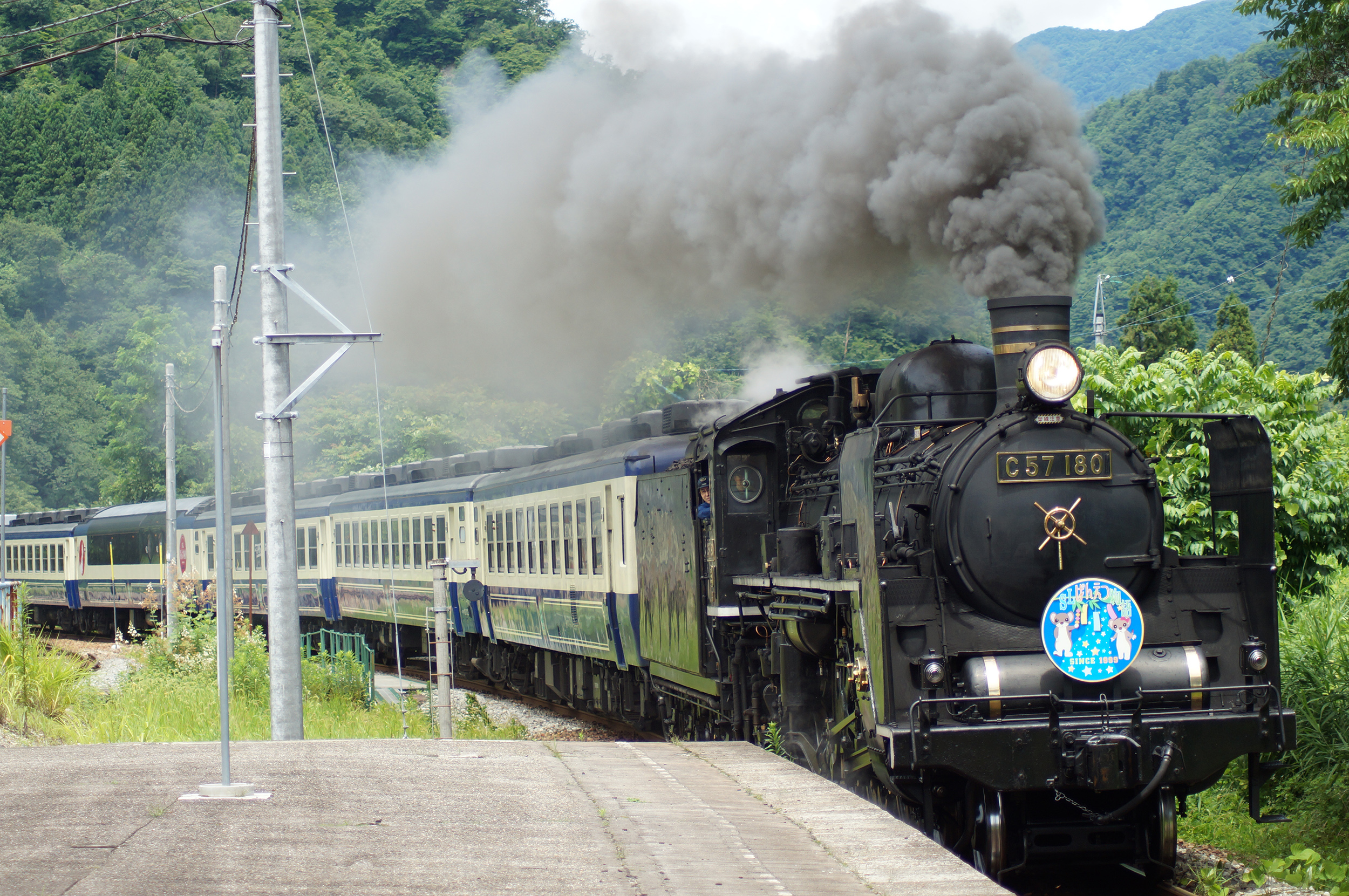
津川方向通過中的SL磐越物語號列車
（2013年7月20日）

五十島站（日语：／ Igashima eki */?）是位於新潟縣東蒲原郡阿賀町五十島，東日本旅客鐵道（JR東日本）的磐越西線車站。

## 歷史
- 1913年（大正2年）6月1日[1]：鐵道院信越線支線 馬下站至津川站之間開通，此站啟用。
- 1914年（大正3年）11月1日：全線開通，此站成為岩越線車站。
- 1917年（大正6年）10月10日：路線名稱改名，成為磐越西線車站。
- 1983年（昭和58年）2月28日：成為無人車站。
- 1987年（昭和62年）4月1日：伴隨國鐵分割民營化，車站由東日本旅客鐵道（JR東日本）營運[3]。

## 車站構造
此站是地面車站，設有1面2線的島式月台。在月台上設有候車室，候車內曾經設有自動售票機，於2018年起撤走，現時設置了乘車站證明票發票機。車站外設有跨線橋。
此站是由新津站管理的無人車站。此站沒有車站大樓，在路軌西邊設有防風雨的跨線橋。

### 月台
| 月台 | 路線      | 上下行 | 方向               |
| ---- | --------- | ------ | ------------------ |
| 1    | ■磐越西線 | 下行   | 新津、新潟方向     |
| 2    | ■磐越西線 | 上行   | 津川、會津若松方向 |

參考

## 車站周邊
車站附近設有阿賀町五十島地區村落。在東邊設有阿賀野川流過，在河的對面岸設有國道49號，站前設有新潟縣道135號五十島停車場線連接國道。
- 五十島郵局
- 三川之將軍柳杉[2]
- 道之驛三川

## 相鄰車站
東日本旅客鐵道（JR東日本）
■磐越西線
□快速「阿賀野」
通過
■普通
三川－五十島－東下條

## 注腳
1. 1 2 3 4  . 東日本旅客鉄道.   [2014-10-25]. （原始内容存档于2020-10-23） （日语）.
2. 1 2 3 4 5 6 7  . 週刊JR全駅・全車両基地 (朝日新聞出版). 2013-08-04, (50): 25 （日语）.
3. ↑  『交通年鑑 昭和63年版』 交通協力會，1988年3月。
4. ↑  JR東日本:駅構内図 （页面存档备份，存于）（日語）

## 外部連結
- 車站資訊（五十島）：東日本旅客鐵道（日語）